# Elecciones senatoriales de Uruguay de 1902
El 30 de noviembre de 1902 se realizaron elecciones a colegios electorales de senadores en los departamentos uruguayos de Canelones, Artigas, Salto, Soriano, Florida y Durazno.

## Sistema electoral
Cada departamento contaba con 1 senador, por lo cual en total la cámara estaba compuesta por 19 miembros, todos ellos electos por un colegio electoral departamental. El mandato de los senadores duraba 6 años.
La elección de los senadores se realizaba por tercios cada bienio y su reelección inmediata por el mismo departamento estaba prohibida.
Cada colegio electoral contaba con 15 miembros; todos ellos ciudadanos del departamento por el que fueron elegidos.estos, además de elegir al senador, también elegían a su suplente por la jurisdicción respectiva. La elección de tanto el senador como del suplente se realizaba mediante un sistema indirecto en una reunión secreta.

## Resultados

### Totales
| Partido           | Votos | %      | Senadores obtenidos |
| ----------------- | ----- | ------ | ------------------- |
| Partido Colorado  | 2,361 | 34.64  | 6                   |
| Partido Nacional  | 2,276 | 33.39  | 0                   |
| Lista Unida PC-PN | 2,179 | 31.97  | -                   |
| Total             | 6,816 | 100.00 | 6                   |
| Fuente:           |       |        |                     |

### Por departamento

#### Canelones[7]
| Partido           | Votos | %      | Senadores obtenidos |
| ----------------- | ----- | ------ | ------------------- |
| Lista Unida PC-PN | 1,217 | 100.00 | 1                   |
| Total             | 1,217 | 100.00 | 1                   |
| Fuente:           |       |        |                     |

#### Artigas
| Partido           | Votos | %      | Senadores obtenidos |
| ----------------- | ----- | ------ | ------------------- |
| Lista Unida PC-PN | 485   | 100.00 | 1                   |
| Total             | 485   | 100.00 | 1                   |
| Fuente:           |       |        |                     |

#### Salto
| Partido          | Votos | %      | Senadores obtenidos |
| ---------------- | ----- | ------ | ------------------- |
| Partido Colorado | 743   | 50.31  | 1                   |
| Partido Nacional | 734   | 49.69  | 0                   |
| Total            | 1,477 | 100.00 | 1                   |
| Fuente:          |       |        |                     |

#### Soriano
| Partido          | Votos | %      | Senadores obtenidos |
| ---------------- | ----- | ------ | ------------------- |
| Partido Colorado | 817   | 50.91  | 1                   |
| Partido Nacional | 788   | 49.09  | 0                   |
| Total            | 1,605 | 100.00 | 1                   |
| Fuente:          |       |        |                     |

#### Florida
| Partido          | Votos | %      | Senadores obtenidos |
| ---------------- | ----- | ------ | ------------------- |
| Partido Colorado | 804   | 51.61  | 1                   |
| Partido Nacional | 754   | 48.39  | 0                   |
| Total            | 1,558 | 100.00 | 1                   |
| Fuente:          |       |        |                     |

#### Durazno
| Partido           | Votos | %      | Senadores obtenidos |
| ----------------- | ----- | ------ | ------------------- |
| Lista Unida PC-PN | 477   | 100.00 | 1                   |
| Total             | 477   | 100.00 | 1                   |
| Fuente:           |       |        |                     |